# Калязин
Калязин (на руски: Калязин) е град в Русия, административен център на Калязински район, Тверска област. Населението на града към 1 януари 2018 е 12 770 души.